# 正四角台塔柱
正四角台塔柱（せいしかくだいとうちゅう、Elongated square cupola）は、19番目のジョンソンの立体で、正八角柱の1つの底面に正四角台塔をつけた形である。また、もう一方の底面に、正四角台塔をつけると斜方立方八面体に、45度ひねってつけるとミラーの立体になる。

## 性質
- 表面積: 一辺を{\displaystyle a}とすると{\displaystyle S=(15+2{\sqrt {2}}+{\sqrt {3}})a^{3}}
- 体積: 一辺を{\displaystyle a}とすると{\displaystyle V={{9+8{\sqrt {2}}} \over {3}}a^{3}}

## 関連図形
| 正八角柱 （正四角台塔を取り除く）        | 正四角台塔 （正八角柱を取り除く）     | 斜方立方八面体 （正四角台塔を同相になるように追加） | 異相双四角台塔柱 （正四角台塔を同相にならないように追加） |
| 正四角台塔反柱 （角柱部分を22.5°ねじる） | 正三角台塔柱 （台塔の角の数を減らす） | 正五角台塔柱 （台塔の角の数を増やす）               |                                                           |